# Streptanthus vimineus
Streptanthus vimineus là một loài thực vật có hoa trong họ Cải. Loài này được (Greene) Al-Shehbaz & D.W. Taylor mô tả khoa học đầu tiên năm 2008.